# Малиничи (Хмельницкая область)
Мали́ничи (укр. Малиничі) — село в Хмельницком районе Хмельницкой области Украины.
Население по переписи 2001 года составляло 995 человек. Почтовый индекс — 31360. Телефонный код — 382. Занимает площадь 11,15 км². Код КОАТУУ — 6825084201.

## Местный совет
31360, Хмельницкая обл., Хмельницкий р-н, с. Малиничи, ул. Мирная, 2; тел. 62-07-15, факс 62-08-24.

## Галерея
- Дом культуры
- Церковь Иоанна Богослова
- Мемориал воинам-односельчанам, погибшим в Великой Отечественной войне